# The Atlantic Cup
The Atlantic Cup is een vriendschappelijk voetbaltoernooi dat meestal in januari of februari wordt gehouden in de Algarve, Portugal voor Europese voetbalclubs uit nationale competities die in de wintermaanden niet actief zijn. Het bestaat daarom voornamelijk uit teams uit Scandinavië, Noord en Centraal-Europa. Het toernooi werd in 2011 opgericht door voormalig Arsenal, Benfica en Zweeds middenvelder Stefan Schwarz en voormalig Millwall-doelman Brian Horne. Televisieverslaggeving werd oorspronkelijk verzorgd door Eurosport en Eurosport 2. De competitiewedstrijden worden gespeeld in de volgende stadions; Estádio Algarve, Estádio Municipal de Albufeira, Estádio da Nora en Estádio Municipal Bela Vista. De editie van 2021 werd niet gehouden vanwege de coronapandemie.

## Winnaars
| Jaar | Winnaar               | Runner-up     |
| ---- | --------------------- | ------------- |
| 2011 | Elfsborg              | Odense        |
| 2012 | Midtjylland           | Dinamo Zagreb |
| 2013 | Rapid Wien            | Silkeborg     |
| 2014 | Kopenhagen            | Örebro        |
| 2015 | Dinamo Moskou         | Örebro        |
| 2016 | Zenit Sint-Petersburg | Örebro        |
| 2017 | Rijeka                | Jablonec      |
| 2018 | Aarhus                | Jablonec      |
| 2019 | Red Bull Salzburg     | Jablonec      |
| 2020 | Aarhus                | Kopenhagen    |
| 2023 | Brøndby               | Kopenhagen    |